# Чимальтенанго (город)
Чимальтенанго (исп. Chimaltenango) — город в Гватемале, административный центр одноимённого департамента. Население по данным на 2002 год составляет 74 077 человек. Расположен в 35 км к западу от столицы страны, города Гватемала, на панамериканском шоссе. Площадь муниципалитета составляет 212 км².
Во времена до испанского завоевания место, на котором сейчас находится город, было известно как B’oko', однако испанские конкистадоры, как и для многих других городов региона, использовали ацтекское название Chimaltenanco. Имеет место производство текстиля и гончарных изделий.
В городе базируется футбольный клуб Америка-де-Чимальтенанго (América de Chimaltenango).